# 劉光尚
劉光尚（1999年9月30日—）為臺灣男子籃球運動員，現效力於超級籃球聯賽裕隆集團。劉光尚就讀國小時學校沒有籃球隊因此練習田徑項目，升上國中後身高開始抽高。自基隆商工畢業後劉光尚進入國立臺灣藝術大學就讀，但遭遇到腰傷以及發揮空間不夠而轉學到中原大學，2021年夏天改就讀輔仁大學。2023年8月1日，P. LEAGUE+新竹街口攻城獅宣布劉光尚加盟事宜。2024年8月26日，台灣職業籃球大聯盟新竹御嵿攻城獅宣布與劉光尚提前終止合約。